# Paul Gallico
Paul William Gallico, född 26 juli 1897 i New York, död 15 juli 1976 i antingen Monaco eller Antibes, var en amerikansk författare mest känd för berättelsen Vingar över Dunkerque (The Snow Goose) och för romanen Poseidonkatastrofen (The Poseidon Adventure). Den senare har filmatiserats flera gånger.

## Biografi
Paul Gallicos far var den italienske konsertpianisten, kompositören och musikläraren Paolo Gallico och modern Hortense Erlich kom från Österrike. De emigrerade till USA 1895. 
Gallico gick ut Columbia University 1919 och började som sportjournalist på New York Daily News. Hans karriär tog fart efter en intervju med Jack Dempsey, där han bad tungviktsmästaren att sparra med honom.

## Litterär verksamhet
I slutet av 1930-talet övergav Paul Gallico sportjournalistiken för att skriva fiktion och blev framgångsrik novellförfattare för olika tidskrifter. Hans roman Vingar över Dunkerque (The Snow Goose) och andra alster är utökade versioner av hans tidskriftsberättelser.
Gallico berättade en gång för New York Magazine: ”Jag är en dålig författare. Jag är inte ens litterär. Jag tycker bara om att berätta berättelser och alla mina böcker berättar berättelser… Om jag hade levt för 2000 år sedan skulle jag ha gått runt i grottorna och fråga ’Kan jag komma in? Jag är hungrig. Jag vill ha lite mat. I utbyte berättar jag en historia. Det var en gång två apor.’ Och så skulle jag berätta om två grottmän.”
År 1939 publicerade Gallico Lek med döden (The adventures of Hiram Holliday). Det är berättelsen om en modern amerikansk vandrande riddares komiska äventyr på randen till andra världskriget. Han för helt på egen hand en quixotisk kamp mot nazisterna i olika länder. Gallicos österrikiska bakgrund är tydlig i bokens habsburgska tema. (Huvudpersonen räddar en österrikisk prinsessa, vinner hennes kärlek och tar hand om hennes unge son, som berättelsen antyder ska bli den nye habsburgske kejsaren när nazisterna väl är utdrivna ur Österrike.)

### Vingar över Dunkerque
Vingar över Dunkerque (The Snow Goose) publicerades 1941 i The Saturday Evening Post och erhöll O. Henry Award 1941. Det är en tidlös legend men ett bibliotek etiketterade den som ”tårdrypande”. Gallico själv menade att i valet mellan känsla och ”kitsch” vinner känslan.
Vingar över Dunkerque är en berättelse om en handikappad målare, Rhayader, som lever i en fyr vid Essex kust i England. En dag kommer en flicka till honom med en sårad snögås, som han vårdar tills den blir frisk. Gåsen återvänder varje år liksom flickan, och en stilla romans utvecklar sig mellan flickan och målaren. Men Rhayader dödas när han räddar soldater under evakueringen av Dunkerque medan gåsen svävar över hans båt.

### Senare författande
Kortromanen Mitt hjärta i din hand (Love of seven dolls, 1954) filmatiserades och Lili (1953) vann en Oscar.
På 1950-talet tillbringade Gallico en tid i Liechtenstein där han skrev Ludmila, en omarbetning av en lokal legend.
Romanen Mrs Harris reser till New York blev en bästsäljare och är den första av fyra om den älskliga städerskan Mrs. Harris. En TV-film med Angela Lansbury gjordes 1992.
I Paul Gallicos dödsruna i New York Times stod ”att Gallico var produktiv beskriver knappast hans gärning.” Han skrev 41 böcker och ett otal noveller, tjugo filmer, tolv TV-filmer och det gjordes en TV-serie baserad på Hiram Holiday-romanerna.

## Paul Gallicos stil
Gallico beskrev sig själv som ”historieberättare”. Han berättar folksagor eller legender på ett rakt och okonstlat sätt. Liksom för andra ”historieberättare” ligger den samlade kraften i enkelt berättade detaljer, som i sin helhet skapar charmen.
Oerfarna skribenter får ofta tipset att visa hellre än att beskriva. Ett av Gallicos mysterier är att han hela tiden trotsar denna regel. När han till exempel vill berätta att Rhayader har ett varmt hjärta i sin handikappade kropp, skriver han ”Hans kropp var skev men hans hjärta var fyllt av kärlek för vilda och jagade varelser.”